# Henrik Robert
Henrik Duntzfeldt Robert (ur. 20 marca 1887 w Hurum, zm. 2 września 1971 w Asker) – norweski żeglarz, olimpijczyk, dwukrotny srebrny medalista tych zawodów.
Obydwa medale zdobył w konkurencjach indywidualnych. Na Letnich Igrzyskach Olimpijskich 1924 zdobył srebro w żeglarskiej klasie monotyp olimpijski. Cztery lata później powtórzył ten sukces w klasie jole 12-stopowe.